# آلن کانینگهام
آلن گوردون کانینگهام (انگلیسی: Alan Cunningham; ۱ مهٔ ۱۸۸۷ – ۳۰ ژانویهٔ ۱۹۸۳) فرد نظامی اهل بریتانیا بود. بعداً او به عنوان هفتمین و آخرین کمیسر عالی فلسطین خدمت کرد. او برادر کوچکتر دریابد فلیت، لرد کانینگهام بود.
وی همچنین برندهٔ جوایزی همچون صلیب نظامی شده‌است.